# Дом с паранормальными явлениями 2
«Дом с паранормальными явлениями 2» (англ. A Haunted House 2) — американская комедия режиссёра Майкла Тиддеса по сценарию Марлона Уайанса и Рика Альвареза, пародирующая известные псевдодокументальные фильмы ужасов. Слоган фильма — «Нагнали страху аж до сиквела». Продолжение фильма «Дом с паранормальными явлениями». В России имеет возрастное ограничение 18+, в США — R.

## Сюжет
После событий, показанных в первом фильме проходит год. Жизнь Малколма начинает входить в нормальное русло. Он решает начать жить вместе со своей новой девушкой очаровательной блондинкой Меган, которая имеет двоих детей от первого брака. Однако это не смущает Малколма, он просто мечтает о тихом семейном счастье, и именно Меган сможет дать его ему. Вместе с новой семьёй Малколм переезжает в новый дом, где по привычке ставит большое количество камер. И сразу же в доме начинают происходить всевозможные несчастья. Так, в самом начале рвётся канат и огромный железный сейф падает прямо на собаку Малколма. Меган сначала не верит в различные паранормальные явления, которые происходили с её парнем раньше, однако постепенно она понимает, что Малколм ей совсем не врал. Однако настоящий страх начинается тогда, когда по соседству с домом Малколма поселяется его внезапно воскресшая девушка Киша.

## В ролях
| Актёр                 | Роль                            |
| --------------------- | ------------------------------- |
| Марлон Уайанс         | Малколм Джонсон                 |
| Джейми Прессли        | Меган                           |
| Эссенс Аткинс         | Киша                            |
| Гэбриел Иглесиас      | Мигель Хосе Хесус Гонсалес Смит |
| Мисси Пайл            | Норин                           |
| Эшли Рикардс          | Бекки                           |
| Эффион Крокетт        | Рэй Рэй                         |
| Седрик «Развлекатель» | Отец Дак                        |

## Пародии
- Астрал — использование аппарата (противогаза) для общения с духами.
- Сияние — Малколм с топором, воображаемого друга Уаета зовут Тони.
- Заклятие — Малколм играет в прятки с Уаетом, Бекки стукается головой о стену, исписанные стены и оставленная записка под дверью куклой Аннабель, в конце фильма демонологи изгоняют дух из дома.
- Синистер — Малколм находит видеоплёнки и просматривает их, сцена с коробкой.
- Одержимая — в начале фильма одержимая Киша нападает на Малкольма и Рэй Рэя в машине, Малкольм приходит в церковь, в конце фильма священник хотел застрелиться.
- Шкатулка проклятия — Бекки одержима шкатулкой.
- Проклятие Аннабель — кукла Аннабель мстит Малколму.
- Паранормальное явление 3 — основная пародия фильма.
- Паранормальное явление 4 — основная пародия фильма.
- Зловещие мертвецы: Чёрная книга — в конце фильма Бекки выблевывает кровь в рот Малкольма, затем Малкольм выблевывает кровь в шкатулку.
- Паранормальное явление: Метка Дьявола — образ Киши, пришедшей в дом Малкольма.
- Во все тяжкие — Малкольм общается с профессором, который изготавливает наркотики.
- Птицы - Во время приготовления Малкольмом цыплёнка, он оживает и начинает атаковать героев.

## Отсылки
- Во все тяжкие
- Сверхъестественное (телесериал)

## Производство
8 апреля 2013 года появилось подтверждение, что Марлон Уэйанс, Open Road Films и IM Global Octane будут снимать продолжение в связи с финансовым успехом первого фильма. 3 мая 2013 года стало известно, что премьера сиквела «Дом с паранормальными явлениями 2» будет 28 марта 2014 года. 24 августа 2013 года было объявлено, что Джейми Прессли, Эшли Рикардс и Габриэль Иглесиас присоединились к актёрскому составу фильма.
Основные съёмки и производство проходили с 26 августа по 29 сентября 2013 года. 18 января 2014 года стало известно, что премьера фильма будет перенесена на три недели позже, с 28 марта на 18 апреля 2014 года.

## Критики
Как и его предшественник, "Дом с привидениями 2" получил отрицательные оценки критиков. 
На сайте Rotten Tomatoes фильму имеет рейтинг 8% на основании 38 рецензий критиков, со средней оценкой 2 из 10. Критический консенсус сайта гласит: «Небрежный, вульгарный и безумный. "Дом с привидениями 2" может вызвать пару смешков, но в основном, картина - это ряд ссылок на поп-культуру и грубые шутки, которые не достигают намеченных целей» . 
Другой сайт обзоров, Metacritic, дал фильму 17 баллов из 100, основываясь на 16 отзывах .
Брюс Демара из «Toronto Star» присудил фильму одну половину звезды из четырёх, сказав: «Это мерзкая, жалкая, ужасная трата времени, фильм для дебилов, оскорбительный на всех уровнях. Он громкий и очень глупый, нужно задаться вопросом, как такой ужасный фильм вообще можно было сделать, настолько он плох. К большому сожалению, это не смешно, даже совсем немного " . 